# Linga (Vementry)
Linga ist eine Insel, die im Norden der zu Schottland zählenden Shetlands liegt.

## Geographie
Linga ist eine unbewohnte Insel, die vor der nördlichen Küste der Halbinsel Walls im Westen von Mainland liegt. Auf der anderen Seite von Walls befindet sich hier die Insel Vementry. Hinzu kommen, mit The Heag und Gruna, zwei kleine Inseln im Norden.

## Historisches
Im Rahmen der historischen Gliederung Schottlands in Civil Parishes zählt Linga zu Sandsting.